# Universidad del Desarrollo
L'Universidad del Desarrollo (sigla UDD), "università dello sviluppo" in spagnolo, è un'università privata cilena a con sede situata a Concepción e Santiago.

## Storia
L'Universidad del Desarrollo è stata fondata nel 1990.